# الکسی یوفکین
الکسی یوفکین (روسی: Алексе́й Никола́евич Ю́фкин؛ زادهٔ ۱۱ ژانویهٔ ۱۹۸۶) وزنه‌بردار اهل روسیه است.